# Wiradesa (plaats)
Wiradesa is een bestuurslaag in het regentschap Pekalongan van de provincie Midden-Java, Indonesië. Wiradesa telt 5639 inwoners (volkstelling 2010).